# Paul-Émile Victor
Paul-Émile Victor (ur. 28 czerwca 1907 w Genewie, zm. 7 marca 1995 na Bora-Bora w Polinezji Francuskiej) – francuski naukowiec, etnolog, badacz polarny i odkrywca, pisarz i publicysta. Inicjator Expéditions polaires françaises - polarnych ekspedycji francuskich po II wojnie światowej.

## Młodość
Urodził się w Szwajcarii w Genewie. Część dzieciństwa spędził w niedalekich Saint-Claude a następnie Lons-le-Saunier we Francji (departement Jura, Franche-Comté), gdzie jego ojciec miał fabryczki fajek. W 1925 zdał maturę i rozpoczął studia w École Centrale de Lyon. Po 3 roku, nie uzyskując dyplomu, porzucił uczelnię i w drodze konkursu został przyjęty do Narodowej Szkoły Nawigacji Morskiej (franc. École nationale de navigation maritime) w Marsylii. W marynarce odbył również swą służbę wojskową. W 1931 zdobył licencję pilota samolotowego. W 1933 uzyskał licencjaty z literatury i z nauk przyrodniczych (franc. licencié ès Lettres i licencié ès sciences) w Instytucie Etnograficznym Trocadéro (franc. Institut d'ethnographie du Trocadéro) w Paryżu (obecne Musée de l’Homme).
Po spotkaniu ze sławnym już wówczas francuskim podróżnikiem i polarnikiem J.-B. Charcotem postanowił zrealizować swe dziecięce marzenia o dalekich podróżach. W latach 1934–1939 brał udział w wyprawach polarnych na Grenlandii i w Laponii.

## Lata II wojny światowej
W 1939 r. po wybuchu II wojny światowej został zmobilizowany do francuskiej marynarki wojennej w Sztokholmie. Jednocześnie był agentem wywiadu francuskiego i oficerem łącznikowym w Finlandii do zawieszenia broni w 1940. Jesienią tego roku opuścił Francję i przez Maroko i Martynikę, gdzie prowadził badania etnologiczne, przybył w lipcu 1941 do USA. Tam wstąpił do US Air Force, gdzie pracował jako pilot-instruktor. Jednocześnie stworzył i dowodził jedną z lotniczych eskadr poszukiwawczo-ratunkowych, zajmujących się poszukiwaniami zaginionych samolotów w regionach polarnych Alaski, Kanady i Grenlandii. Dzięki temu uzyskał drugie obywatelstwo amerykańskie. Zdemobilizowany w lipcu 1946. 30 lipca 1946 ożenił się z Éliane Decrais.

## Badania polarne
28 lutego 1947, dzięki swej charyzmie i świetnej prezencji publicznej, zainteresowaniu mediów i poparciu sfer rządowych (m.in. ministra A. Philipa) stworzył organizację pod nazwą Francuskie Wyprawy Polarne (franc. Expéditions Polaires Françaises - EPF) - Missions Paul-Émile Victor. W ciągu 29 lat, do 1976, instytucja ta zorganizowała 150 wypraw polarnych, z których 17 na Antarktydę i Ziemię Adeli oraz 14 do Arktyki i na Grenlandię kierował osobiście P.-É. Victor.

## Na emeryturze
Po przejściu w 1976 na emeryturę, w 1977 zrealizował swoje kolejne marzenie z dzieciństwa: wyjazd na wyspy Polinezji. Wraz z poślubioną w 1965 drugą żoną, Colette Faure, osiadł na wysepce Motu w Polinezji Francuskiej, gdzie zajął się pisarstwem. W międzyczasie w 1987, dla uczczenia swych 80. urodzin, w lutym odwiedził raz jeszcze Ziemię Adeli w Antarktyce, a w kwietniu i maju - Biegun północny z wyprawą lotniczą ULM Huberta de Chevigny i Nicolasa Hulota. Po śmierci, zgodnie z ostatnią wolą, jego prochy rozrzucono po morzu z pokładu okrętu francuskiej Marynarki Wojennej „Dumont d’Urville”.

## Upamiętnienie
W 1989 jego przyjaciel z Jury, Pierre Marc, doprowadził do powstania Muzeum Polarnego P.-É. Victora (franc. Musée polaire Paul-Émile Victor) w miejscowości Prémanon niedaleko Les Rousses i 30 km od Saint-Claude. W 1998 muzeum przemieniono w Centrum Polarne P.-É. Victora (franc. Centre polaire Paul-Émile Victor).
Autor kilkudziesięciu książek naukowych, popularnonaukowych i podróżniczych, m.in. Banquise. W krainie bez cienia oraz licznych artykułów w prasie naukowej i codziennej. Za całokształt swej działalności literackiej otrzymał w 1973 nagrodę Akademii Francuskiej. Był odznaczony Krzyżem Wielkim Legii Honorowej.
Jego nazwiskiem nazwano antarktyczną górę Mount Victor, w paśmie gór Belgica Mountains. 